# Teoretična kemija
Teoretična kemija je področje kemije, ki skuša s pomočjo fizike razložiti in napovedati kemijske pojave. V zadnjih letih se je razvoj teoretične kemije usmeril predvsem na področje kvantne kemije (tj. uporabo načel kvantne mehanike za reševenje kemijskih problemov). Teoretično kemija se v glavnem ukvarja z  elektronsko strukturo snovi, dinamiko in statistično mehaniko, in vse skupaj v različni meri vključuje v napovedovanje kemijske reaktivnosti. Ostala področja v teoretični kemiji pokrivajo še karakterizacijo snovi v različnih fazah (npr. študij kemijske kinetike) s pomočjo matematike, teoretična kemija pa skuša v prakso prenesti tudi najnovejša dognanja na področju matematike (npr. prenos topoloških načel za opis elektronske strukture). Uporabo matematičnih orodij v kemiji včasih imenujemo tudi matematična kemija.
Večino dognanj teoretične kemije kasneje uporabi računska kemija, čeprav bolj z uporabnega vidika in s pogosto uporabo približkov, kot npr. pri post-Hartree-Fokovih metodah, teoriji gostotnega funkcionala, semiempiričnih metodah in metodah, ki delujejo po načelu polja sil. Nekateri teoretični kemiki uporabljajo statistično mehaniko, s katero je mogoče povezati mikroskopske lastnosti na kvantnem nivoju z makroskopskimi lastnostmi kemijskih sistemov.
Kemiki so s pomočjo različnih teorij skušali opisati kemijske probleme že na samem začetku sodobne kemije, vendar so bili ti poskusi do odkritja Schrödingerjeve enačbe rahlo špekulativni. Trenutno se razvijajo precej komplesnejše teorije, ki temeljijo na kvantni teoriji polja in neravnotežnih Greenovih funkcijah.

## Področja teoretične kemije
- Kvantna kemija se ukvarja s prenosom kvantne mehanike na kemijske probleme.
- Računska kemija pri reševanju kemijskih problemov uporablja računalniške programe.
- Z molekulskim modeliranjem je mogoče kemijske probleme obravnavati brez uporabe kvantne mehanike.
- Molekulska dinamika uporablja načela klasične mehanike pri simulacijah gibanja atomov in molekul.
- Molekulska mehanika obravnava potencialne energijeske ploskve pri intramolekulskih in intermolekulskih interakcijah.
- Teoretična kemijska kinetika obravnava dinamične sisteme z reševanjem diferencialnih enačb.
- Kemoinformatika se ukvarja s širjenjem informacijskih prijemov na kemijske probleme.

## Podobne znanstvene discipline
Tekom časa je bila teoretična kemija del sledečih znanstvenih področij: 
- Atomska fizika je področje znanosti, ki se ukvarja z zgradbo atomov.
- Molekulska fizika je veja fizike, ki proučuje elektronsko strukturo okrog atomskih jeder in gibanje atomskih jeder. Molekulski fiziki proučujejo predvsem majhne molekule (zgrajene iz nekaj atomov) v plinasti fazi.
- Fizikalna kemija in kemijska fizika sta znanstveni disciplini, ki kemijske lastnosti sistemov proučujeta s fizikalnimi metodami (spektroskopija, vrstična tunelska mikroskopija, itd.) Formalna razlika med njima je, da je fizikalna kemija zvrst kemije, kemijska fizika pa zvrst fizike, meja med njima pa je pogosto zelo zabrisana.
- Teorija več teles je znanstvena disciplina, ki se ukvarja s sistemi sestavljenimi iz velikega števila delov. Temelji na kvantni fiziki in kvantni elektrodinamiki

Teoretična kemija je včasih predstavljena kot veja goraj naštetih znanstvenih področij. V zadnem času s popularizacijo teorije gostotnega funkcionala in drugih metod, kot je npr. molekulska mehanika se je teoretična kemija razširila tudi na kemijske sisteme, ki so del drugih področij kemije in fizike, kot npr. biokemijo, fiziko trdne snovi, nanotehnologijo ali molekularno biologijo.